# Тайчжунский национальный университет науки и технологии
Тайчжунский национальный университет науки и технологии (англ. National Taichung University of Science and Technology, NTCUST, кит. 國立臺中科技大學) — профессионально-технический университет, расположенный в Северном округе, Тайчжун, Тайвань. На Тайване он также известен как 台中科大 (tái zhōng kē dà). Университет начинался как два отдельных университета: Национальный Тайчжунский технологический институт (國立台中技術學院) и Национальный Тайчжунский колледж медсестёр (國立台中護理專科學校). Две школы объединились 1 декабря 2011 года и образовали Тайчжунский национальный университет науки и технологий. Кампус Сан-мин расположен на Санмин-роуд, рядом с торговым районом на улице Ичжун, а кампус Мин-шэн, где расположен Колледж здоровья, находится на той же улице, недалеко от Тайчжунской больницы. Академическое подразделение университета состоит из пяти колледжей и одного комитета.

## История

### Национальный Тайчжунский технологический институт
Национальный Тайчжунский технологический институт (NTIT; кит. 國立台中技術學院) был основан как Тайчжунская государственная школа коммерции на Тайване в 1919 году, когда Тайвань находился под властью Японии. В этот период школа прошла большой путь развития; были построены новые здания, и основное внимание было уделено развитию бизнес-профессионалов в школе. После окончания японского правления в 1945 году школа была преобразована в провинциальное профессионально-техническое училище коммерции. В 1963 году школа была преобразована в младший колледж. В 1999 году школа стала Национальным Тайчжунским технологическим институтом (NTIT) и начала присуждать студентам степени бакалавра, а в 2003 году — степени магистра, а в последнее время, после слияния с Национальным Тайчжунским колледжем медсестёр в декабре 2011 года, школа стала общеобразовательным университетом науки и технологии.

### Национальный Тайчжунский колледж медсестёр

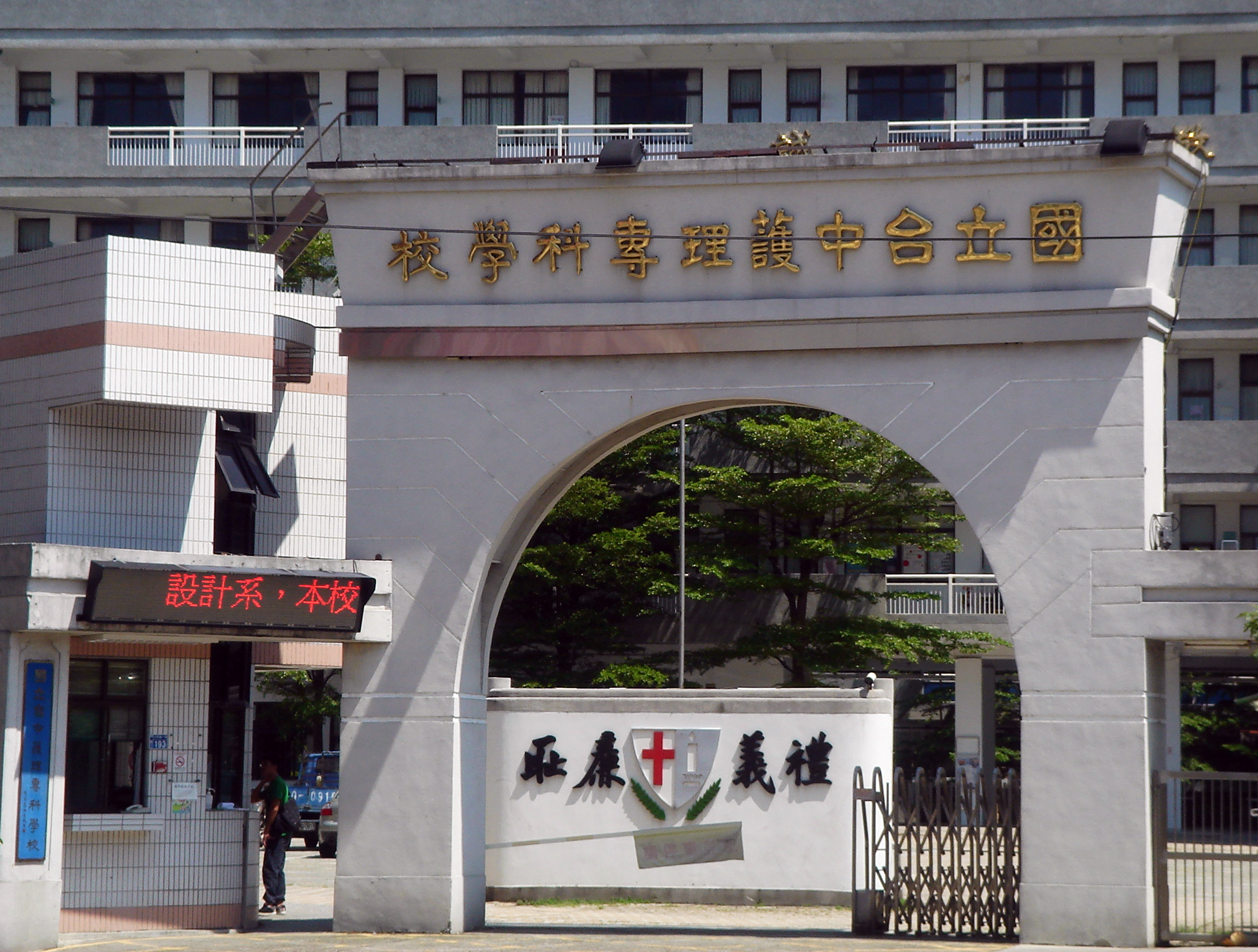
Тайчжунский колледж медсестёр

Национальный Тайчжунский колледж медсестёр (кит. 國立臺中護理專科學校) был основан в 1955 году как Тайваньский провинциальный колледж старших медсестёр с трёхлетней программой обучения. В 1997 году колледж приобрёл 8 гектаров земли в районе Нантун. В 2002 году колледж был назван Национальным Тайчжунским колледжем медсестёр. После слияния с Национальным Тайчжунским технологическим институтом колледж медсестёр стал известен как Кампус Мин-шэн Национального Тайчжунского университета науки и технологий.

### Тайчжунский национальный университет науки и технологии
С одобрения Исполнительного Юаня NTIT объединился с Национальным Тайчжунским колледжем медсестёр и 1 декабря 2011 года принял название Тайчжунского национального университета науки и технологии (NTCUST). Церемония открытия состоялась 19 декабря 2011 года. После слияния NTCUST начинает следующую фазу роста. Начиная с 2013 года, NTCUST вступает во второй этап своего четырёхлетнего планирования развития университета. Университет будет активно фокусироваться на развитии исследовательской деятельности своих преподавателей, обновлении помещений, а также на расширении своего промышленно-академического сотрудничества и международного академического партнёрства.

## Кампус
Университет состоит из 2 кампусов: кампуса Сан-мин и кампуса Мин-шэн; они находятся примерно в 10 минутах езды друг от друга. Колледж здоровья расположен в кампусе Мин-шэн, а остальные четыре колледжа расположены в кампусе Сан-мин. Общежития на территории кампуса разделены по половому признаку, общая вместимость составляет 1382 студента.

### Библиотека
Библиотечные помещения расположены в недавно построенном здании Чжун Шан (中商大樓). В настоящее время в библиотеке хранится: 279 030 публикаций на китайском языке, 49 030 публикаций на западных языках, 638 052 электронных публикации, 13 562 аудиовизуальных публикации, 1942 текущих периодических издания и газеты и 17 415 периодических изданий в переплёте.

## Академическая структура
Университет состоит из 5 колледжей и 1 комитета: Колледж бизнеса, Колледж дизайна, Колледж языков и языковых приложений, Колледж информационных наук, Колледж здравоохранения и Комитет по комплексному образованию. Есть 20 программ бакалавриата и 11 магистерских программ, на которых обучается почти 16 000 студентов. В университете 986 штатных и внештатных преподавателей, среди которых 55 штатных профессоров и 145 штатных доцентов. Среднее соотношение студентов и преподавателей составляет 24 к 1. NTCUST насчитывает более 170 000 выпускников всех академических подразделений, многие из которых хорошо известны на Тайване в сфере бизнеса и промышленности.

## Студенческая жизнь
Есть 13 студенческих советов, организованных студентами разных факультетов, а также 44 студенческих клуба по разным интересам, включая академические, художественные и профессиональные, общественные работы и спорт.

## Международное сотрудничество
NTCUST установил академические отношения со многими университетами и академическими учреждениями по всему миру. Каждый год NTCUST отправляет студентов, получающих гранты от Министерства образования Тайваня, в партнёрские университеты для обучения по обмену или краткосрочных программ обучения за границей.
- — Университет Хэбэй[англ.], Университет Чжимэй[англ.], Сямэнский технологический университет[англ.], Городской университет Чжанчжоу, Сямэнь Хуася, Фуданьский университет, Сямыньский университет, Колледж Чжичэнь университета Фучжоу, Сямыньский городской университет[12], Университет Сучжоу[англ.], Пекинский профессиональный колледж финансов и коммерции, Цзянсуский педагогический университет[англ.], Шаньдунский педагогический университет[англ.], Цюаньчжоуский педагогический университет[англ.], Столичный университет экономики и бизнеса[англ.]
- — Университет Тай До, Университет Тон Ок Тонг[англ.], Вьетнамский национальный университет, Вьетнамско-Германский университет[англ.], Колледж внешнеэкономических связей
- — Оазис-Колледж
- — Женский университет Ясуда[англ.], Осакский экономический университет[англ.], Университет Осака-Сангью[англ.], Университет Мэйдзю[англ.], Университет Саппоро, Университет префектуры Фукуи[англ.]
- — Чонбукский национальный университет[англ.], Чоннамский национальный университет[англ.]
- — Викторианский университет
- — Общественный колледж Оуэнса[англ.], Система муниципальных колледжей Вирджинии[англ.], Университет Орала Робертса, Университет Центральной Оклахомы, Университетский языковой институт Талсы, Флоридский международный университет, Техасский технологический университет, Мичиганский университет во Флинте[англ.]
- — Университет Де Монфор[англ.]
- — Швейцарский институт гостиничного и туристического менеджмента HTMi

## Галерея

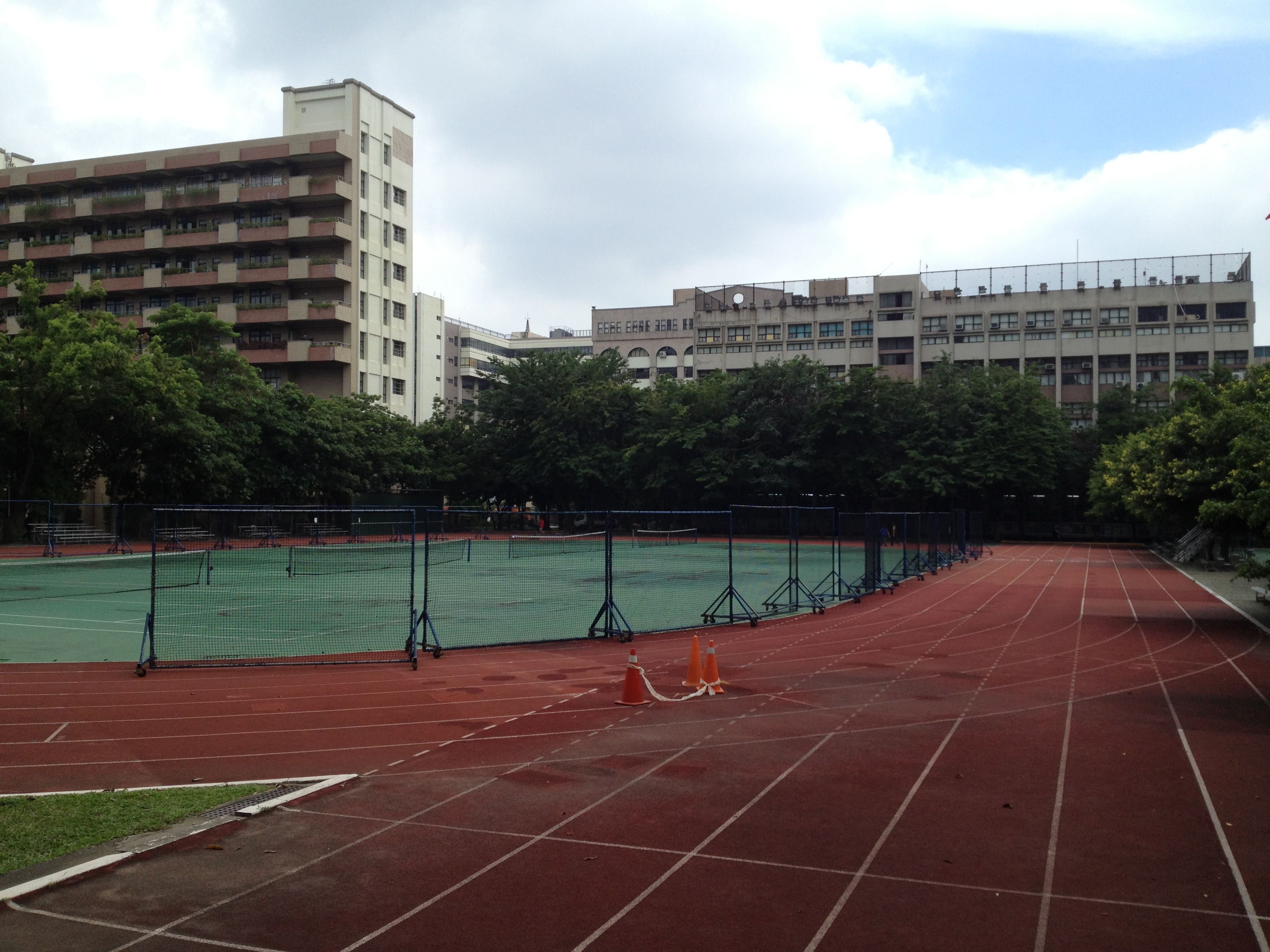
Спортивная площадка
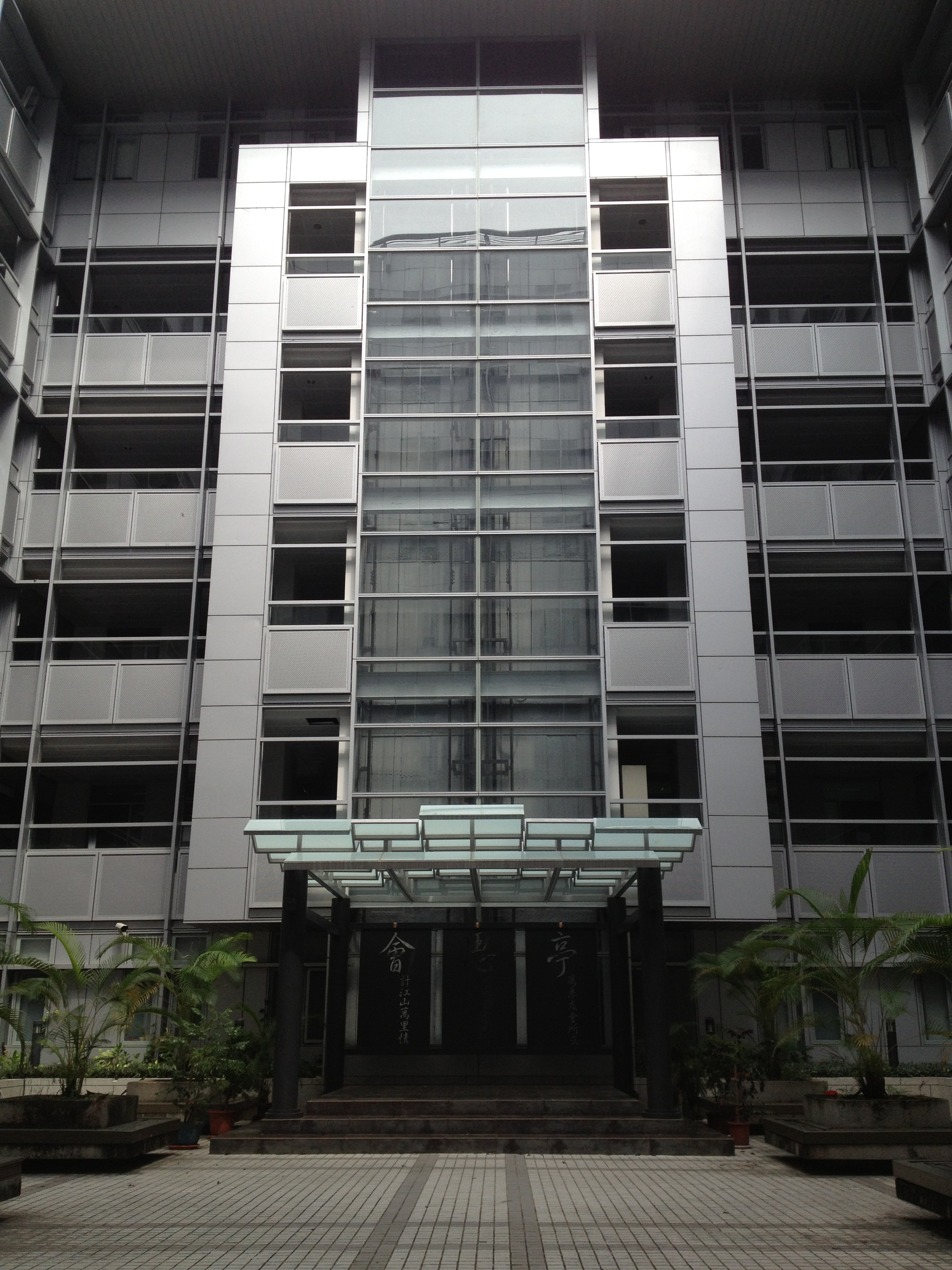
Здание Чжун-Шань (中商大樓), внутренний двор
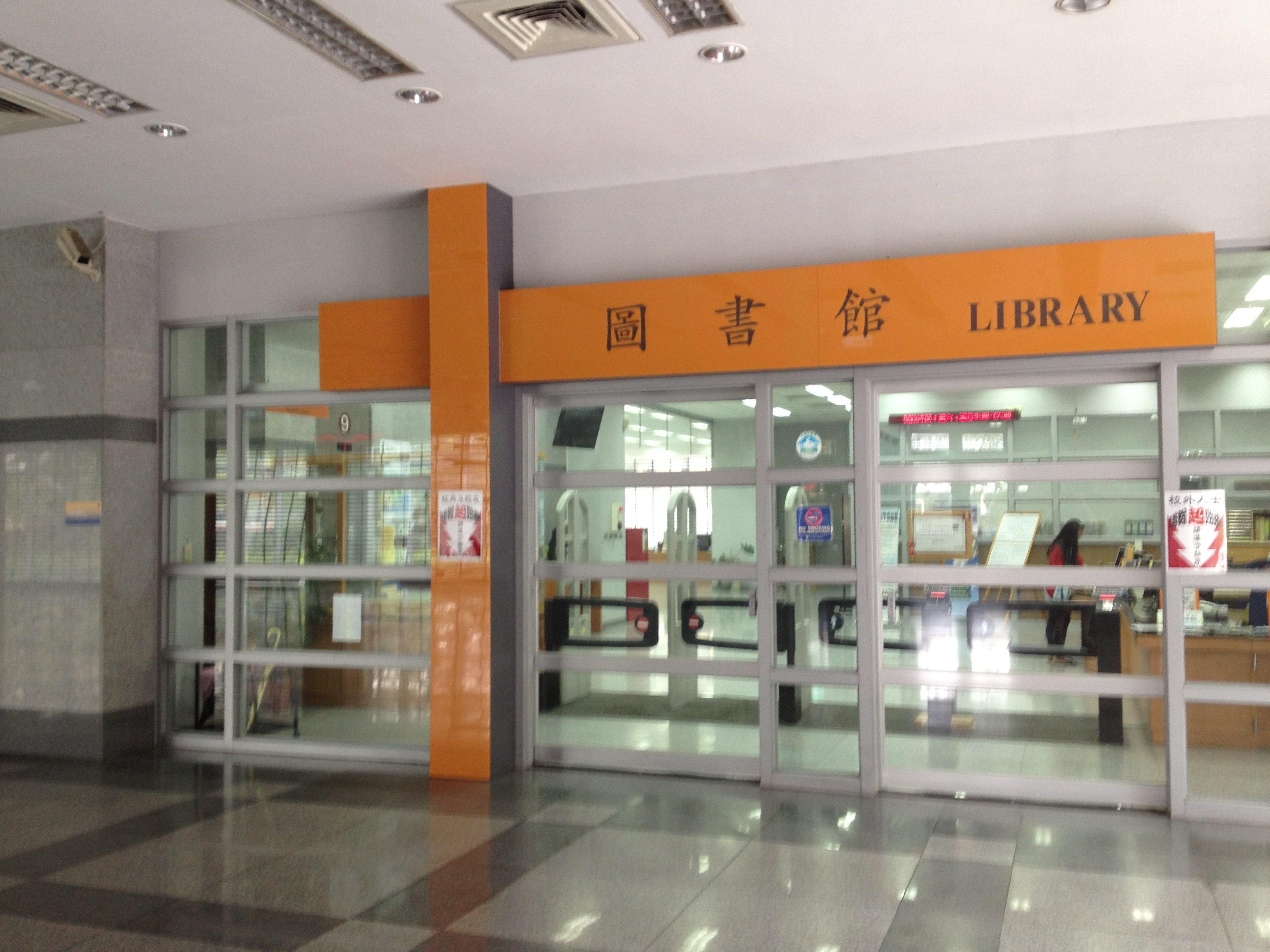
Библиотека
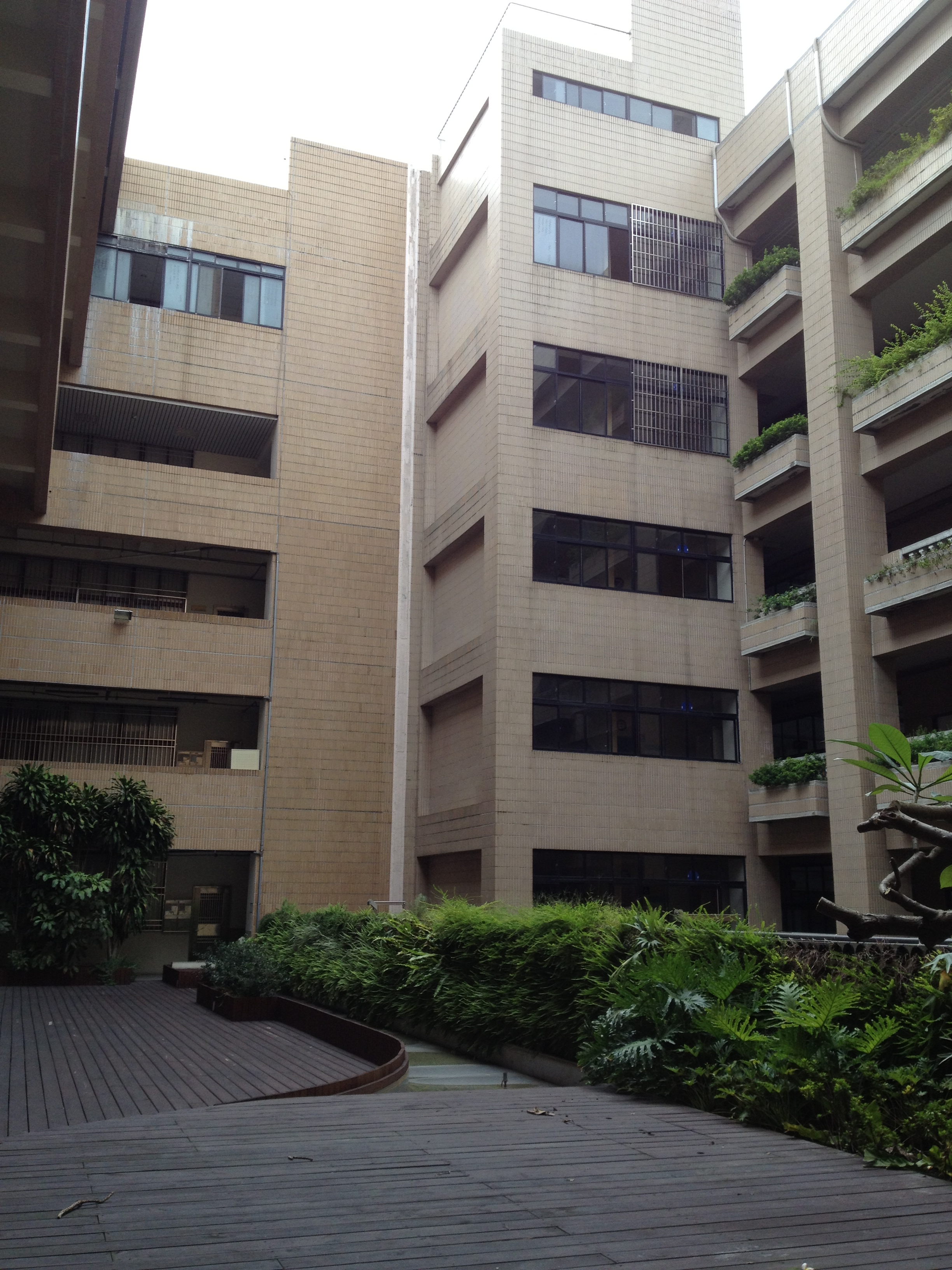
Здание Чжон-Чжэнь (中正大樓), внутренний двор
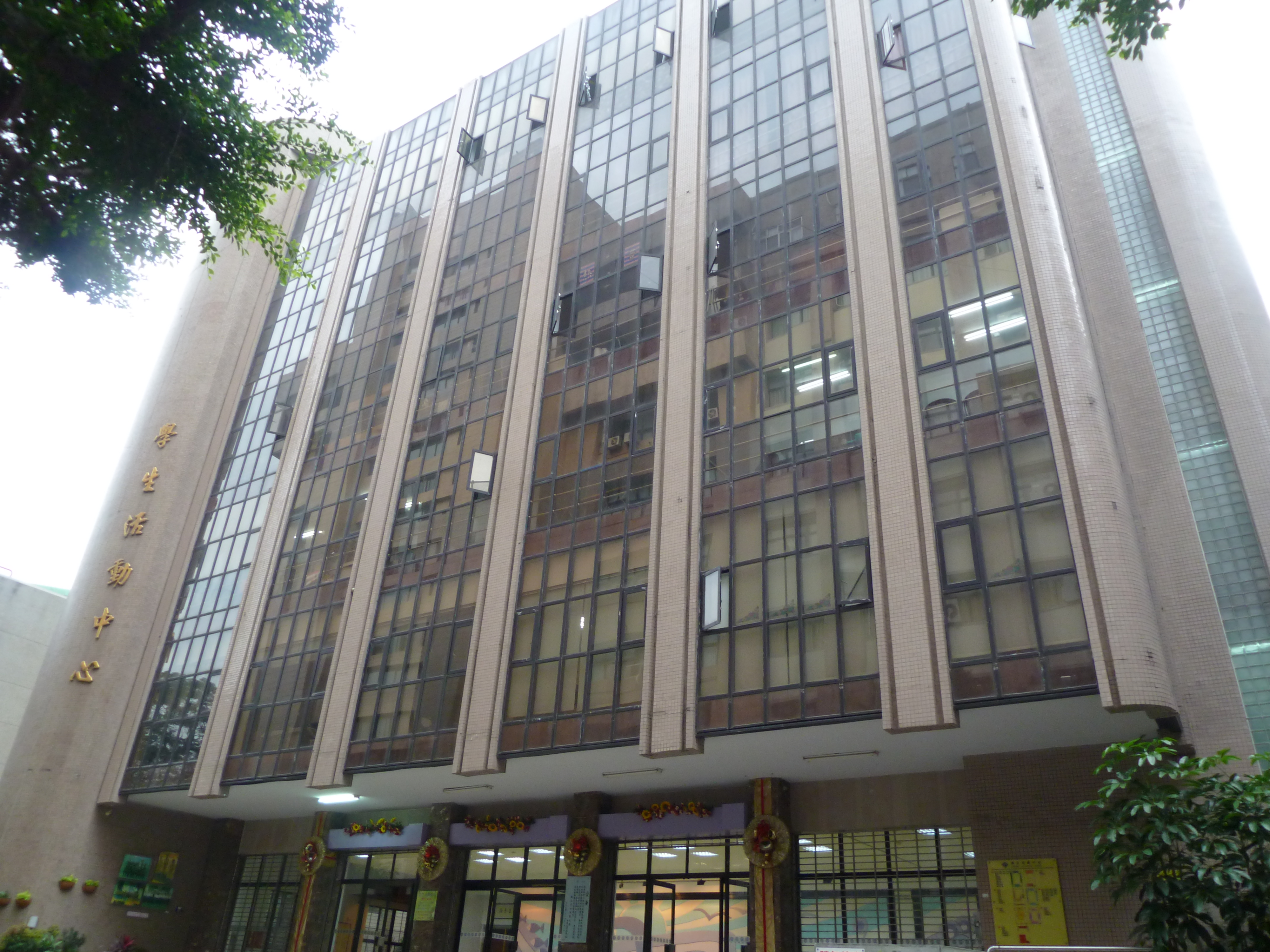
Центр студенческой деятельности (學生活動中心)
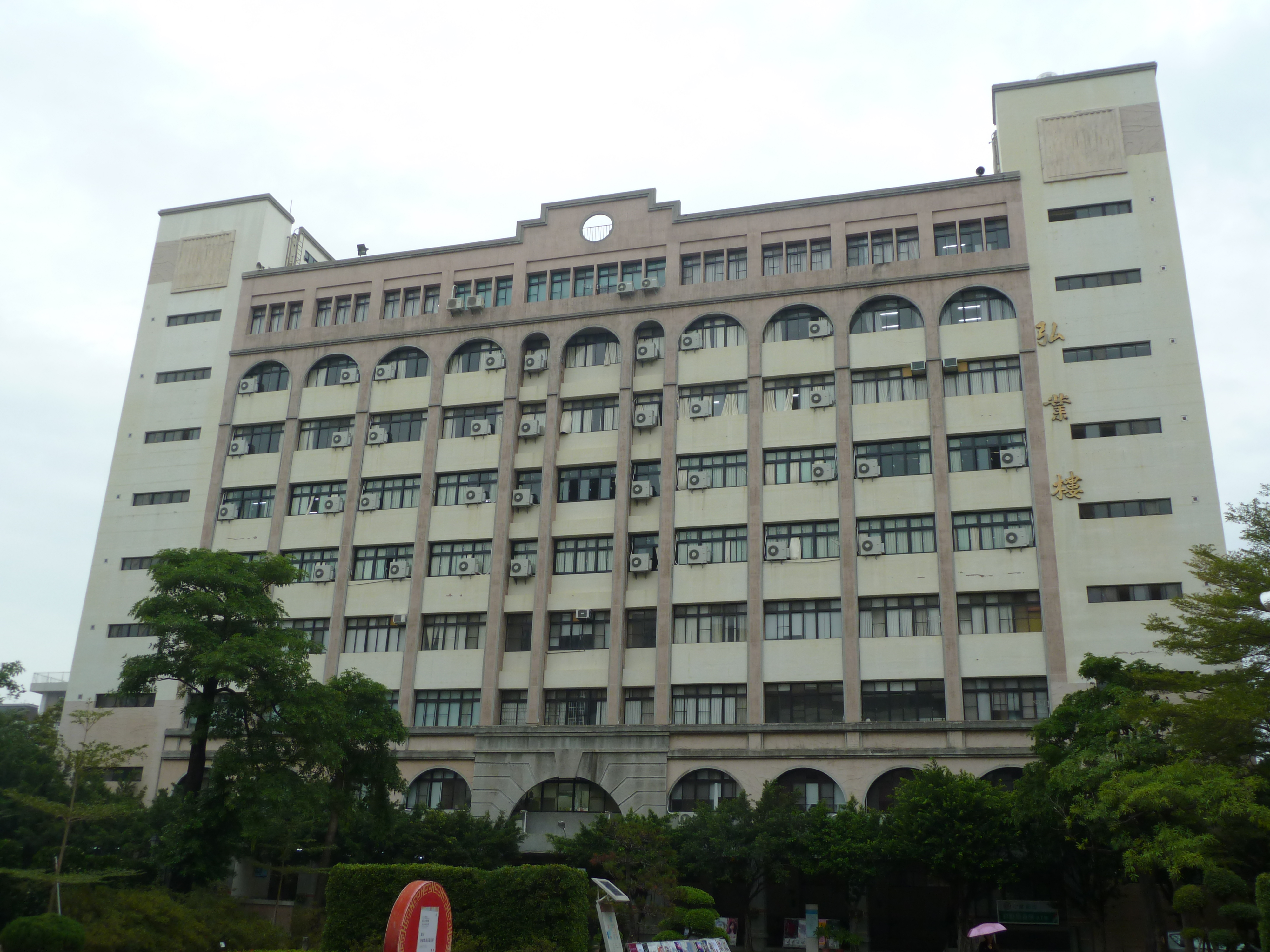
Здание Хонъе (弘業樓)
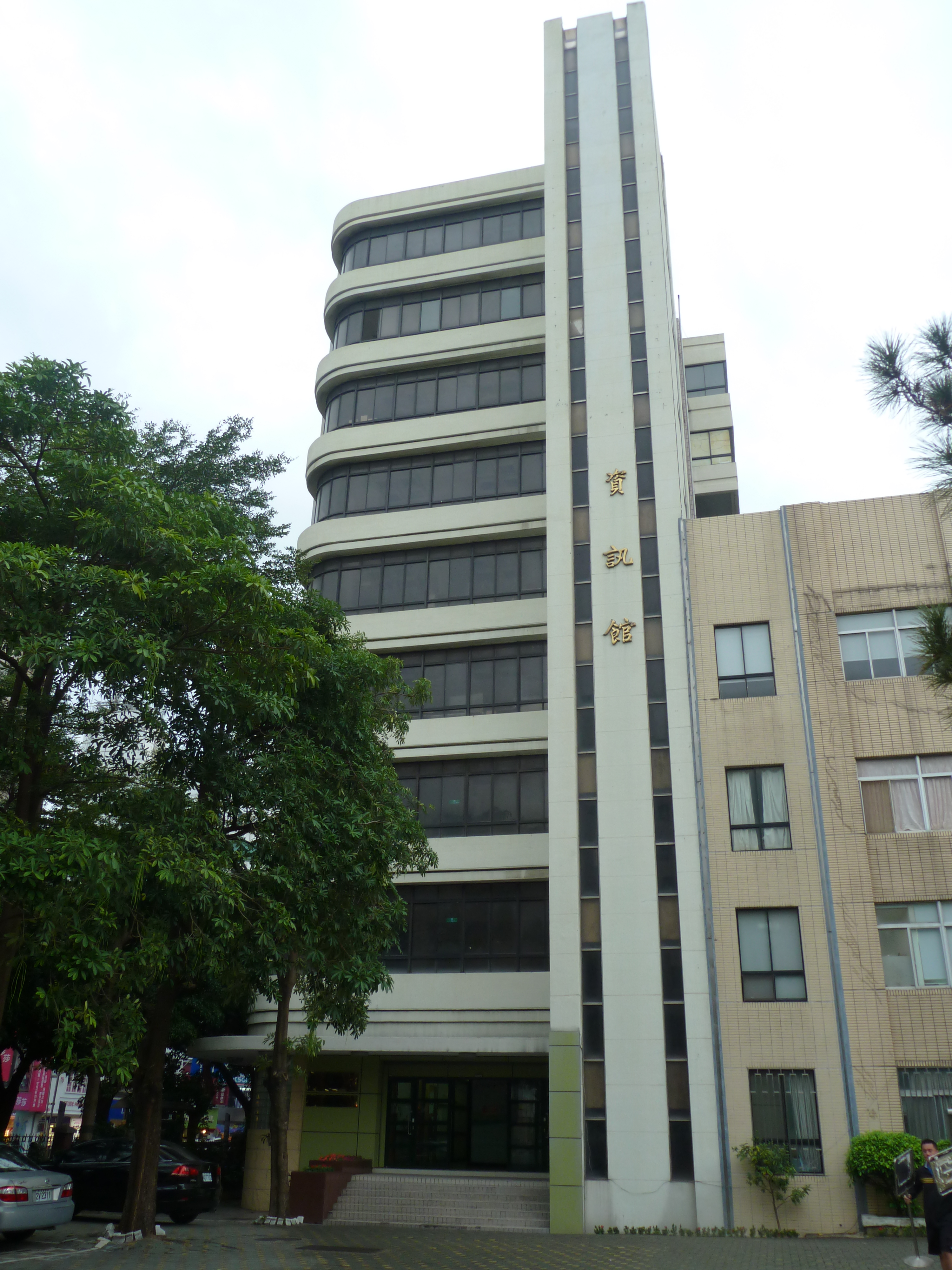
Здание информации (資訊館)
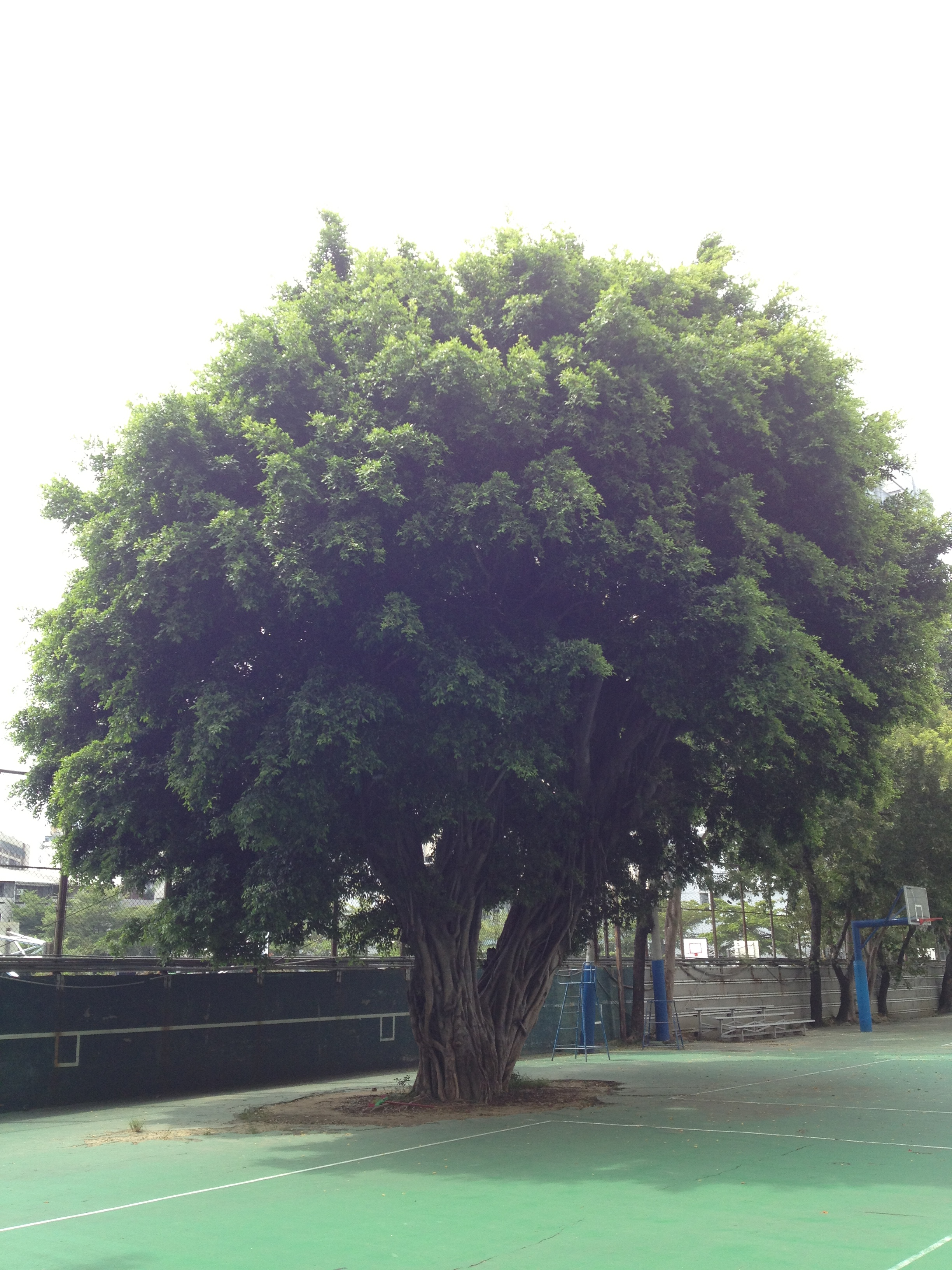
Это дерево существует с момента основания школы в 1919 году, ему более 100 лет

## Известные выпускники
- Чен Маонан[англ.] — член Законодательного Юаня (2002–2005)
- Ван Фан[англ.] — тайваньский актёр и певец